# Kurt Löcher
Kurt Löcher (* 5. Oktober 1932 in Duisburg; † 21. Dezember 2018 in Köln) war ein deutscher Kunsthistoriker.

## Leben
Er besuchte das Gymnasium in Holzminden. Nach dem Abitur 1952 studierte er Kunstgeschichte, Klassische Archäologie und Germanistik an den Universitäten Freiburg im Breisgau, München 1954/55 und Wien 1957/58. Nach der Promotion in Freiburg 1960 war er Sekretär der Ausstellung Kirchenbau der Gegenwart in Deutschland anlässlich des Eucharistischen Weltkongresses in München 1960. Er absolvierte ein Volontariat an den Staatlichen Museen in München 1960/62. Er war von 1963 bis 1973 Wissenschaftlicher Mitarbeiter der Staatsgalerie in Stuttgart und von  1973 bis 1978 des Wallraf-Richartz-Museums in Köln. Von 1978 bis 1998 war er Museumsdirektor am Germanischen Nationalmuseum in Nürnberg. 
Er war ab 1979 verheiratet mit Barbara Schock-Werner. Löcher starb 2018 im Alter von 86 Jahren und wurde auf dem Kölner Melaten-Friedhof beigesetzt.

## Schriften (Auswahl)
- Jakob Seisenegger. Hofmaler Kaiser Ferdinands I. Deutscher Kunstverlag, München 1962 (Dissertation), OCLC 720363478.
- Studien zur oberdeutschen Bildnismalerei des 16. Jahrhunderts. Schwaben. In: Jahrbuch der Staatlichen Kunstsammlungen Baden-Württemberg 4 (1967), S. 31–84.
- mit Peter Beye: Katalog der Staatsgalerie Stuttgart, Neue Meister. Stuttgart 1968.
- Der Perseus-Zyklus von Edward Burne-Jones. Staatsgalerie Stuttgart, Stuttgart 1973, OCLC 251329884.
- Hans Schöpfer der Ältere. Ein Münchner Maler des 16. Jahrhunderts (= Ars Bavarica. Band 73/74). München 1995, OCLC 76007794.
- Die Gemälde des 16. Jahrhunderts (= Kataloge des Germanischen Nationalmuseums). Hatje, Stuttgart/Ostfildern 1997.
- Barthel Beham. Ein Maler aus dem Dürerkreis (= Kunstwissenschaftliche Studien. Band 81). Deutscher Kunstverlag, München 1999, ISBN 3-422-06261-0.
- Ein niederländischer Dreikönigsaltar des 16. Jahrhunderts im Kölner Dom und verwandte Altarretabel in Kölner Kirchen. In: Kölner Domblatt 67 (2002), S. 195–222.
- Hans Mielich 1516–1573. Bildnismaler in München. Deutscher Kunstverlag, München 2002, ISBN 3-422-06358-7.
- Bartholomäus Bruyn der Ältere und das Renaissanceornament. In: Kölner Domblatt 72 (2007), S. 183–212.
- Zu den Nürnberger Anfängen des Malers Hans Brosamer. In: Mitteilungen des Vereins für Geschichte der Stadt Nürnberg 96 (2009), S. 1–33.